# دهانه هاوتون
دهانه برخوردی هاوتون (انگلیسی: Haughton impact crater) در جزیره دوون از قلمروی نوناووت در انتهای سرزمین‌های شمالی کشور کانادا جای گرفته است. قطر این دهانه ۲۳ کیلومتر (۱۴ مایل) بوده و نزدیک به ۳۹ میلیون سال پیش در دورهٔ ائوسن پسین شکل گرفته است. قطر جسم برخوردی اصلی کمابیش ۲ کیلومتر (۱٫۲ مایل) برآورد شده است.